# Rio (Floryda)
Rio – jednostka osadnicza w Stanach Zjednoczonych, w stanie Floryda, w hrabstwie Martin.